# Никола Странджата
Никола Тодоров Странджата е български революционер, знаменосец в четата на Филип Тотю. Той е прототип на Вазовия герой Странджата от повестта „Немили-недраги“ и драмата „Хъшове“.

## Четничество
С материалната подкрепа на Добродетелната дружина през 1867 г. в България навлизат две чети, за да установят настроенията и готовността на българското население за въстание – четата на Панайот Хитов през април-август и четата на Филип Тотю през май-август. Никола Странджата е знаменосец на втората.
Връщайки се от България в Румъния, той отваря кръчма-кафене в Браила. Много хъшове намират подслон и храна при него. Самият Вазов прекарва 2 – 3 мес. в кръчмата на Странджата и впечатлен го описва в своите произведения като най-уважавания хъш. Вторият знаменосец на Ботевата чета, Димитър Стефанов Казака, също е посещавал кръчмата на Странджата.
Никола Странджата умира от туберкулоза на 25 март 1876 г., като Иван Вазов е пряк свидетел на неговата смърт. По този начин той не успява да види сбъдването на най-голямата си мечта – България да бъде освободена.

## „Хъшове“
Ролята на Странджата в „Хъшове“ е изпълнявана от Константин Кисимов през 30-те години на XX век в постановка на Хрисан Цанков, както и през 40-те и 60-те години в две постановки на Кръстьо Мирски. През 70-те години ролята е изпълнявана не по-малко успешно от Георги Георгиев – Гец.